# لا ويلسون
لا ويلسون (بالإنجليزية: La Wilson)‏ هي فنانة أمريكية، ولدت في 26 مايو 1926، وتوفيت في 30 مارس 2018.